# Odontophrynus carvalhoi
Odontophrynus carvalhoi é uma espécie de anfíbio  da família Odontophrynidae.
É endémica do Brasil.
Os seus habitats naturais são: florestas subtropicais ou tropicais húmidas de baixa altitude, savanas áridas, savanas húmidas, matagal árido tropical ou subtropical, rios intermitentes e marismas intermitentes de água doce.
Está ameaçada por perda de habitat.